# Herman Heijermans

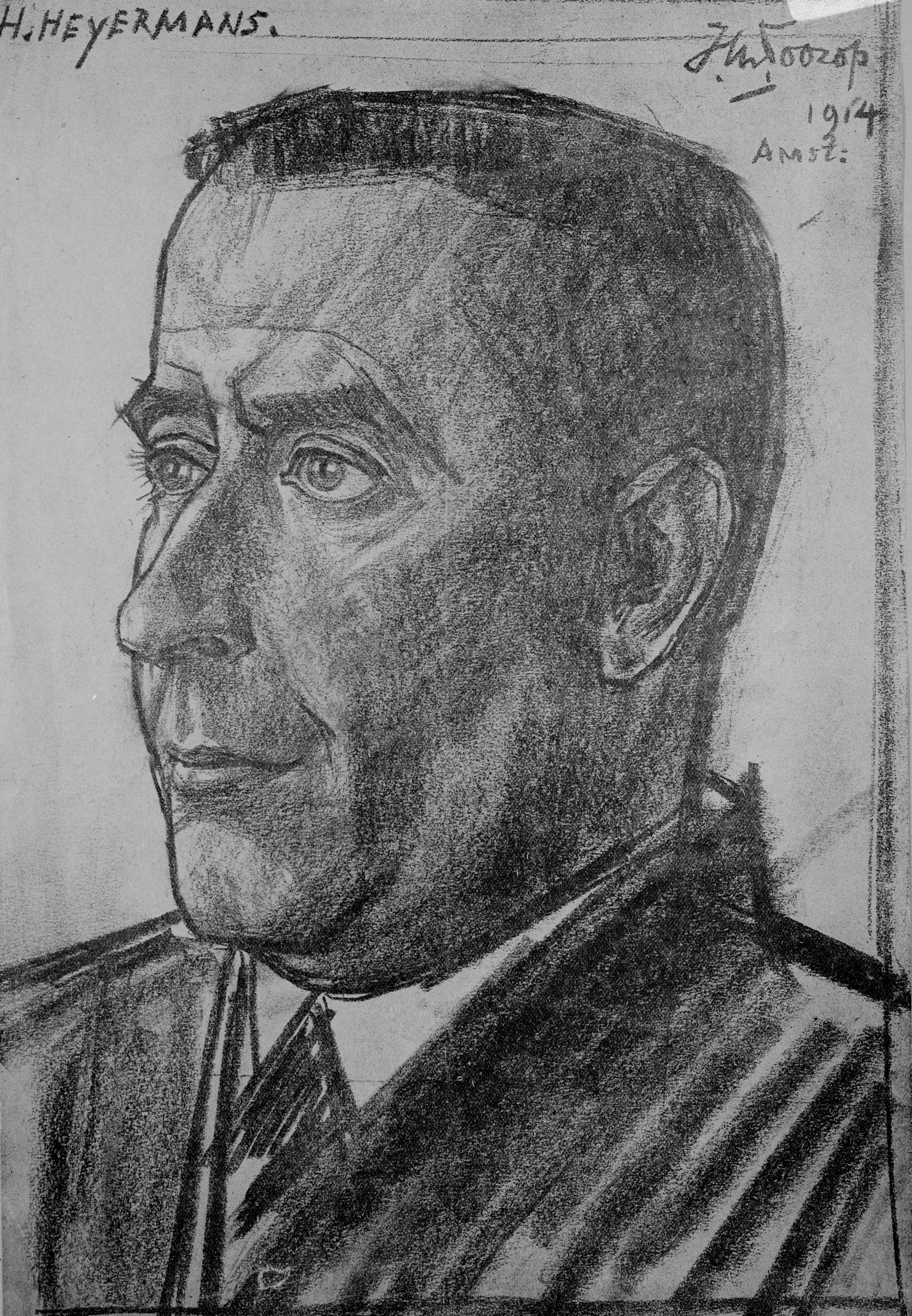
Herman Heijermans (par Jan Toorop, 1914).

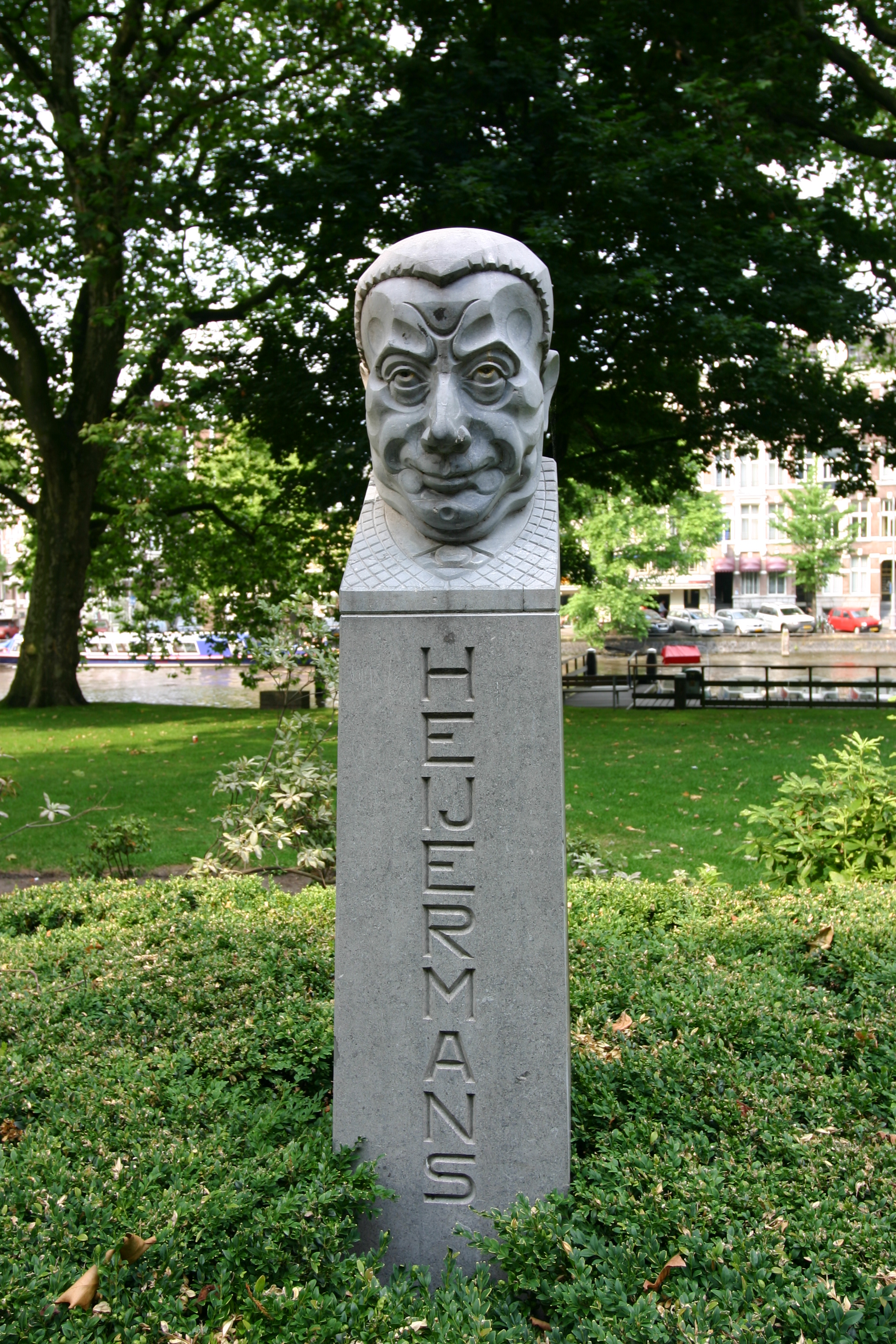
Buste d'Herman Heijermans à Amsterdam (par Joseph Mendes da Costa, 1935).

Herman Heijermans  est un dramaturge et romancier néerlandais né à Rotterdam le 3 décembre 1864 et mort à Zandvoort le 22 novembre 1924.

## Biographie
Né dans une famille juive, il travaille dans le journal Algemeen Handelsblad où il écrit des récits, sous le pseudonyme de Samuel Falkland, qui seront réunis plus tard sous le titre (Esquisses). Il publie également quelques romans, dont La Cité du diamant (Diamantstad, 1903) mais connaît la célébrité grâce à ses pièces de théâtre engagées Ghetto et La Bonne espérance, où il exprime ses inquiétudes sociales. Il intègre le parti social-démocrate des ouvriers en 1894. Il meurt d'un cancer en 1924.

## Œuvres principales
Pièces de théâtre :
- Dora Kremer (1893)
- Ghetto (1898)

Traduction en français par Jacques Lemaire, Théâtre des escholiers, 9 avril 1901
- Le Septième Commandement (Het zevende Gebod, 1899)
- La Bonne Espérance (Op Hoop van Zegen, 1900)

Traduction en français par Jacques Lemaire, Théâtre Antoine, 20 octobre 1902
- Armures (Het Pantser, 1901)
- In de Jonge Jan (1903)
- Allerzielen (1905)
- L'Issue (Uitkomst, 1907)
- Eva Bonheur (1916)
- Kater le Sage (De Wijze Kater, 1917)

Romans :
- Trinette (1892)
- Fleo (1893)
- Interieurs (1987)
- La Cité du diamant (Diamantstad, 1903)